# Nudariina
De Nudariina zijn een subtribus van vlinders uit de familie van de Spinneruilen (Erebidae).

## Geslachten
- Adites Moore, 1882
- Afrasura Durante, 2009
- Asura Walker, 1854
- Barsine Walker, 1854
- Cabarda Walker, 1863
- Caulocera Hampson, 1900
- Chamaita Walker, 1862
- Crocodeta Hampson, 1914
- Cyana Walker, 1854
- Cyme Felder, 1861
- Diaconisia Hampson, 1914
- Dichrostoptera Hulstaert, 1924
- Eriomastyx Rothschild & Jordan, 1905
- Eugoa Walker, 1858
- Eurosia Hampson, 1900
- Eutane Walker, 1854
- Graptasura Hampson, 1900
- Heliosia Hampson, 1900
- Lyclene Moore, 1860
- Miltasura Roepke, 1946
- Miltochrista Hübner, 1819
- Nepita Moore, 1860
- Nudaria Haworth, 1809
- Nudariphleps Holloway, 2001
- Palaeosiccia Hampson, 1900
- Palaeugoa Durante, 2012
- Parafrasura Durante, 2012
- Paraheliosia Dubatolov, Kishida & Wu, 2014
- Quadrasura Holloway, 2001
- Schalodeta Hampson, 1914
- Schistophleps Hampson, 1891
- Siccasura Volynkin & László, 2021
- Thumatha Walker, 1866